# کتاب دوست من
کتاب دوست من (به فرانسوی: Le Livre de mon ami) نام یک کتاب ادبی است که توسط آناتول فرانس، نویسندهٔ اهل فرانسه نوشته شده‌است.